# Silvia Cornejo Cerna
Silvia Vanessa Cornejo Cerna là một hoa hậu đến từ Peru. Vào ngày 10 tháng 4 năm 2008, cô đoạt vương miện Nữ hoàng Du lịch Quốc tế 2008. Silvia có một bề dài thành tích trên đấu trường sắc đẹp Quốc tế: Năm 2005, cô đoạt danh hiệu Hoa hậu Tuổi Teen châu Mỹ. Năm 2006, cô đăng quang danh hiệu Hoa hậu Peru và tham dự Hoa hậu Thế giới 2006 nhưng không đoạt giải. Năm sau, cô trở thành một trong sáu người đẹp nhất trong cuộc thi Hoa hậu Nam Mỹ tại Bolivia. Silvia đã xuất sắc trong việc đánh bại ứng cử viên số 1 cho chức Nữ hoàng du lịch năm nay là Marie-Ann Salas của Chile.